# François Villeroy de Galhau
François Villeroy de Galhau (Strasburgo, 24 febbraio 1959) è un banchiere, funzionario e dirigente d'azienda francese, governatore della Banca di Francia dal 1º novembre 2015.

## Biografia
Nasce in una vecchia famiglia borghese storicamente impiantata tra la Lorena e la Sarre. Tra i suoi antenati Claude Villeroy (1726-1800), direttore generale degli ospedali militari, e Nicolas Villeroy (1759-1843) fondatore della società produttrice di ceramiche Villeroy & Boch a Frauenberg. 
Parla correttamente tedesco, si diploma al Lycée Saint-Louis-de-Gonzague, si laurea in ingegneria all'École polytechnique e studia fino al 1984 all'ENA (École nationale d'administration). Inizia la sua carriera presso l'Ispettorato generale delle finanze, nel 1988 è alla direzione del Tesoro..
Tra il 1990 e il 1993 è consigliere prima del ministro delle finanze e poi del primo ministro francese Pierre Bérégovoy, occupando in seguito responsabilità in diversi dipartimenti presso la direzione del Tesoro a Bercy e poi a Bruxelles come consigliere finanziario nella missione permanente della Francia..
Sotto il governo di Lionel Jospin (1997-2002) è dal 1997 al 1999 direttore del gabinetto di Dominique Strauss-Kahn, quindi sino al 2000 di Christian Sautter (ministro dell'economia, delle finanze e dell'industria) e dal febbraio 2000 al 26 agosto 2003 direttore generale della direzione generale delle imposte. Nel 2003 diventa presidente-direttore generale di Cetelem, una società di BNP Paribas che concede crediti al dettaglio, e dal 2011 al 2015 è direttore generale per i mercati nazionali sempre di BNP Paribas. 
Nel maggio 2015 il primo ministro Manuel Valls lo nomina a capo di un comitato che esamina il finanziamento degli investimenti.

### Nomina alla Banca di Francia

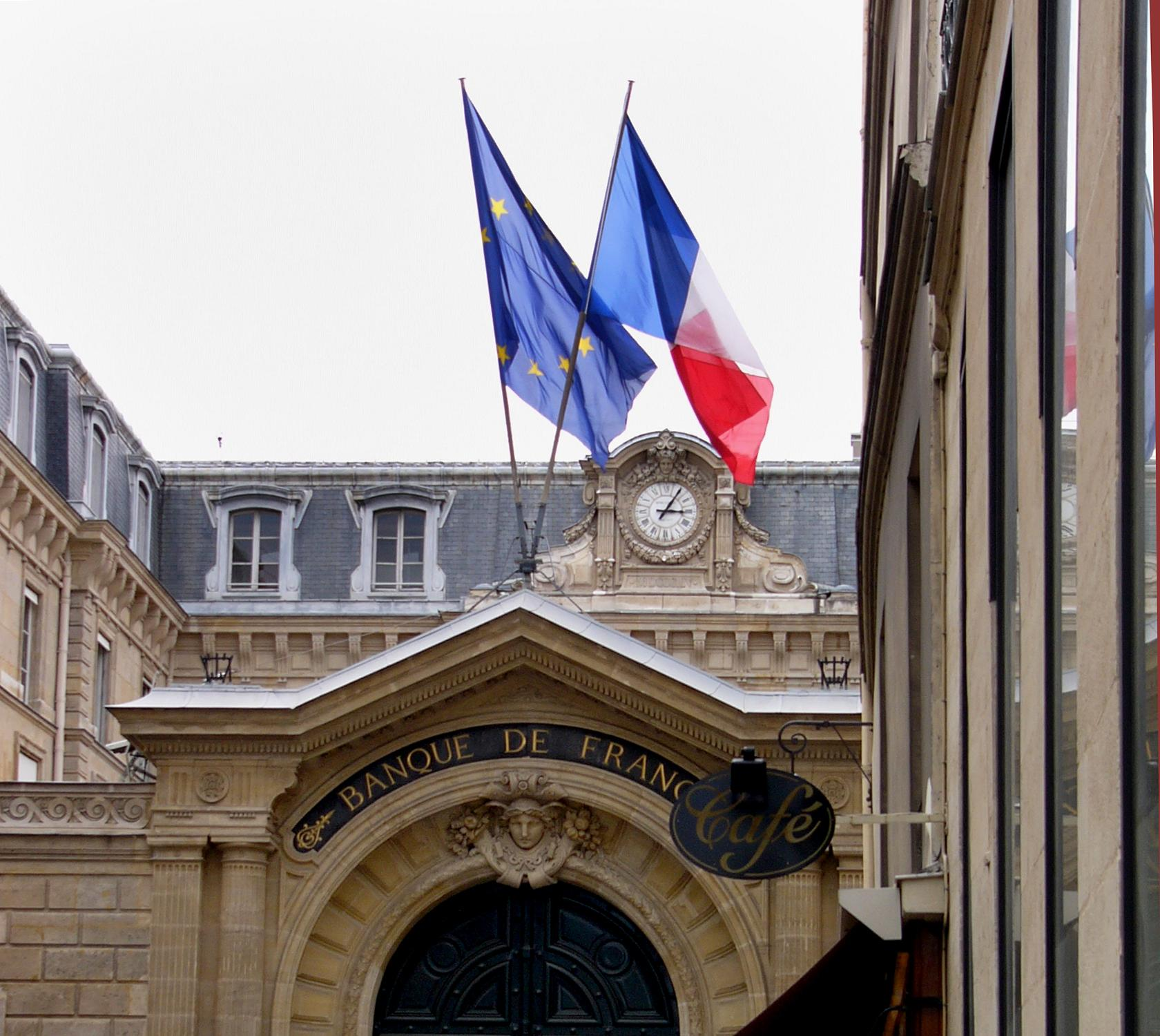
La Banque de France

L'8 settembre 2015 il presidente della Repubblica francese, François Hollande, lo nomina governatore della Banca di Francia.  La scelta suscita reazioni contrastanti: un gruppo di 150 economisti stima che la nomina possa provocare il rischio di un conflitto di interessi e chiede al Parlamento di opporsi. Al contrario tre vecchi governatori della Banca di Francia difendono la sua candidatura. Alla fine la sua nomina è approvata dal Parlamento e lui assume l'incarico dal 1º novembre 2015 sostituendo Christian Noyer.

## Vita privata
È sposato con Florence Gilbert de Vautibault. Dal matrimonio sono nati cinque figli

## Opere
- Développement des activités financières au regard des exigences éthiques du christianisme, Librairie Vaticane, 1994 ISBN 978-2110011275
- Dix-huit leçons sur la politique économique: à la recherche de la régulation (con Jean-Claude Prager, prefazione di Michel Pébereau), Éditions du Seuil, 2003, 2a, edizione aggiornata 2006 ISBN 978-2020822749
- L'espérance d'un européen, Éditions Odile Jacob, 2014 ISBN 978-2738130914